# Foreign, Commonwealth and Development Office
Foreign, Commonwealth and Development Office (forkortet FCDO eller Foreign Office; dansk: Udenrigs- og Statssamfundskontoret) er Storbritanniens Udenrigsministerium.
Ministeriet ledes af Statssekretæren for Udenrigs- og Statssamfundssager (Secretary of State for Foreign, Commonwealth and Development Affairs), der er Storbritanniens udenrigsminister.

## Nuværende navn
Ministeriet fik sit nuværende navn i 1968, da statssamfundsministeriet blev slået sammen med Foreign Office.

## Forgængere
Ministeriet blev oprettet i 1782, da det tidligere Southern Department og det tidligere Northern Department (begge fra 1660) blev nedlagte.
Ved denne lejlighed blev de nedlagte departementers opgaver fordelt mellem det nye indenrigsministerium (Home office) og det ligeledes nye udenrigsministerium (Foreign Office).
De to tidligere ministerier havde de samme ansvarsområder, men de havde fordelt opgaverne geografisk.
| Myndighed | Spire Denne artikel om en offentlig myndighed er en spire som bør udbygges. Du er velkommen til at hjælpe Wikipedia ved at udvide den. |

51°30′N 0°08′V / 51.5°N 0.13°V